# Green Park
För andra betydelser, se Green Park (olika betydelser).
Green Park är en park i Storbritannien. Den ligger i grevskapet Greater London och riksdelen England, i den södra delen av landet, i huvudstaden London. Green Park ligger 15 meter över havet. Arean är 17,0 kvadratkilometer.
Terrängen runt Green Park är platt. Runt Green Park är det mycket tätbefolkat, med 6 959 invånare per kvadratkilometer. Närmaste större samhälle är City of London, 3,7 km öster om Green Park. Runt Green Park är det i huvudsak tätbebyggt.